# Santa Maria Consolatrice al Tiburtino (titolo cardinalizio)
Santa Maria Consolatrice al Tiburtino (in latino: Titulus Sanctae Mariae Consolatricis in regione Tiburtina) è un titolo cardinalizio istituito da papa Paolo VI nel 1969. Il titolo insiste sulla chiesa di Santa Maria Consolatrice al Tiburtino. Ne fu titolare, tra gli altri, Joseph Ratzinger, futuro papa Benedetto XVI.
Dal 22 febbraio 2014 il titolare è il cardinale Philippe Nakellentuba Ouédraogo, arcivescovo emerito di Ouagadougou.

## Titolari
- Jérôme Louis Rakotomalala, O.M.I. (28 aprile 1969 - 1º novembre 1975 deceduto)
- Joseph Ratzinger (27 giugno 1977 - 5 aprile 1993 nominato cardinale vescovo di Velletri-Segni)
- Ricardo María Carles Gordó (26 novembre 1994 - 17 dicembre 2013 deceduto)
- Philippe Nakellentuba Ouédraogo, dal 22 febbraio 2014